# (74030) 1998 HF21
(74030) 1998 HF21 – planetoida z pasa głównego asteroid okrążająca Słońce w ciągu 3,48 lat w średniej odległości 2,3 j.a. Odkryta 20 kwietnia 1998 roku.